# Rozpora (budownictwo)

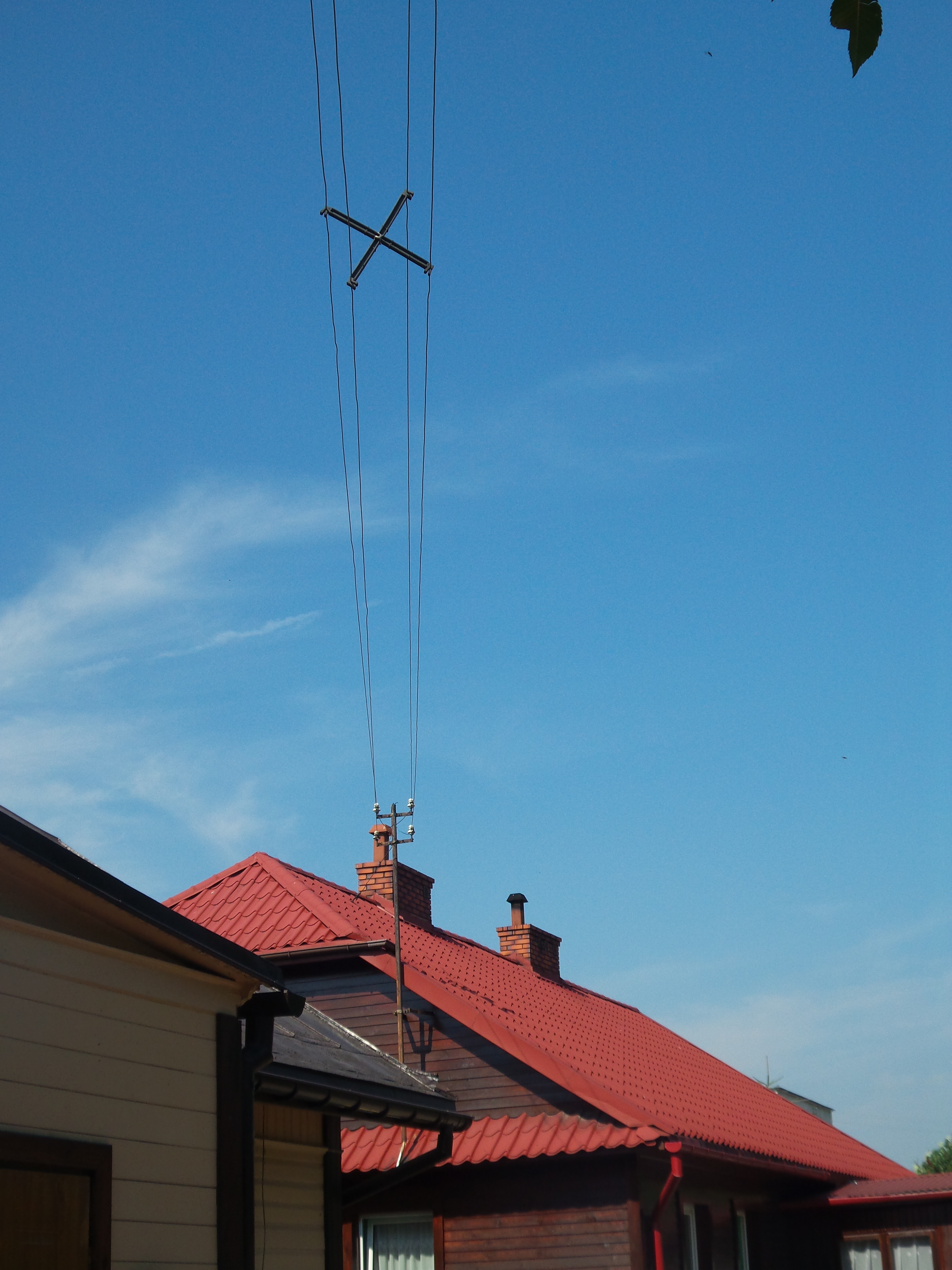
Rozpórka zastosowana do przewodów elektrycznych.

Rozpora (budownictwo) lub rozpórka – element dystansowy, rozpierający, mający za zadanie utrzymywanie innych elementów konstrukcji w stałej odległości od siebie, zwykle usztywniający konstrukcję.
Zastosowania rozpórki:
- w żeglarstwie: blindgafel, delfiniak, sztormtrap.